# Horoya AC
Horoya Athletic Club, cunoscut și sub numele de Horoya Conakry sau HAC, este un club de fotbal guineean cu sediul în Conakry, pe malul drept al orașului sau cornișei sudice (zona dintre Lansébounyi, Coléah, Madina, Matam, Bonfi, Gbessia, Yimbaya și Matoto). Clubul joacă în Liga 1 Pro, cel mai înalt nivel din sistemul ligii de fotbal din Guineea. 

## Istoria clubului
Horoya a fost fondat în 1975. Numele Horoya înseamnă Libertate sau Independență atât în limbile locale, cât și în cele arabe ale Guineei. Clubul s-a bucurat de succes în anii 1970, cu titlul de campion al Cupei Cupelor Africane în 1978 împotriva echipei algeriene NA Hussein Dey. Horoya are rivalități de lungă durată cu unele cluburi, inclusiv Hafia FC și AS Kaloum Star. Derby-ul dintre Horoya și AS Kaloum este poreclit clasicul din Guinea. Echipa își dispută meciurile de acasă pe stadionul 28 Septembrie din același oraș.
În 2011, omul de afaceri Mamadou Antonio Souaré, proprietarul grupului de comunicare Business Marketing Group și al companiei de pariuri sportive Guinea Games, a preluat președinția clubului. În 2016, clubul avea pe atunci un buget de 5 milioane de dolari . După câțiva ani de eșec în competițiile africane de calificare, în 2017, Horoya s-a calificat în fazele grupelor Cupei Confederației, iar în 2018 s-a calificat pentru prima dată în istoria sa pentru fazele grupelor din Liga Campionilor CAF.

### Titluri și trofee
| Competiții Naționale | Competiții Continentale |
| - Campionatul Guineei (21) : - Campioni : 1986, 1988, 1989, 1990, 1991, 1992, 1994, 2000, 2001, 2011, 2012, 2013, 2015, 2016, 2017, 2018, 2019, 2020, 2021, 2022, 2025. - Vice-campioni : 1998, 2008, 2009, 2014. - Cupa Guineei (9) : - Câștigători : 1989, 1994, 1995, 1999, 2013, 2014, 2016, 2018, 2019. - Finalistă : 2000, 2015, 2017. - Supercupa Guineei (6) : - Câștigători : 2012, 2013, 2014, 2017, 2018, 2022. - Finalistă : 2011, 2015. | - Liga Campionilor CAF : - Sferturi (2) - 2018, 2019 - Cupa Confederației CAF : - Semifinala (1) - 2020 - Cupa UFOA : - Câștigători (1) - 2009 - Cupa Cupelor CAF : - Câștigători (1) - 1978 - Semifinala (2) - 1979, 1983 |

## Legături externe
- Site-ul oficial al clubului
- Pagina oficială de Facebook